# イエズス会聖ヨハネ修道院
西日本霊性センター イエズス会聖ヨハネ修道院（黙想）（にしにほんれいせいセンター イエズスかいせいヨハネしゅうどういん（もくそう））は、かつて広島県広島市安佐南区長束にあったカトリック教会イエズス会の修道院。
1938年イエズス会長束修練院（ノビシャド）として開院、2005年から現在の修道院となった。長束黙想の家、長束修道院で知られた。2025年一旦閉鎖。
1945年広島市への原子爆弾投下時では爆心地から約4.5kmに位置しイエズス会の救護拠点となった。広島にあるキリスト教関連施設としては唯一の被爆建物。

## 沿革

### 経緯
イエズス会は1908年から日本に再渡航し上智大学の運営など教育にも尽力した。
カトリック広島司教区は1923年（大正12年）大阪教区から中国地方の5県が広島使徒座代理区として独立した形で始まる。管轄はイエズス会ドイツ管区に委託されそこから宣教師が派遣され、代理区長館は当初岡山に置かれた。1925年（大正14年）広島市草津にカトリックの学校を作る計画があったが、呉海軍工廠があったため外国人の関わる学校の建設許可は降りなかったという。
1929年（昭和4年）フーゴ・ラッサール神父が来日する。上智の学生にドイツ語を教えることよりも社会的なキリスト教的意識を教えることの方に興味があったラッサールは、東京の貧民街であった三河島に上智カトリック・セツルメントを設立し下町を拠点に活動生活した。1935年（昭和10年）ラッサールはイエズス会日本管区上長に任命されるも、上智大学内SJハウスを拠点に活動しなければならなくなった。そこでラッサールは東京のど真ん中より広島での活動を選び、日本管区本部を広島に移し幟町天主公教会を拠点とした。
広島にイエズス会の修練院が建てられたのはこうした背景にある。1938年(昭和13年)ラッサールによって当時安佐郡長束村に長束修練院が建てられた。
同1938年上智大学構内の修学院と哲学院が広島市観音に移される。1939年（昭和14年）広島代理区長館も広島に移される。1942年観音の施設が売却され長束修練院に統合、あるいは哲学院はまた東京に戻っている。

### 被爆

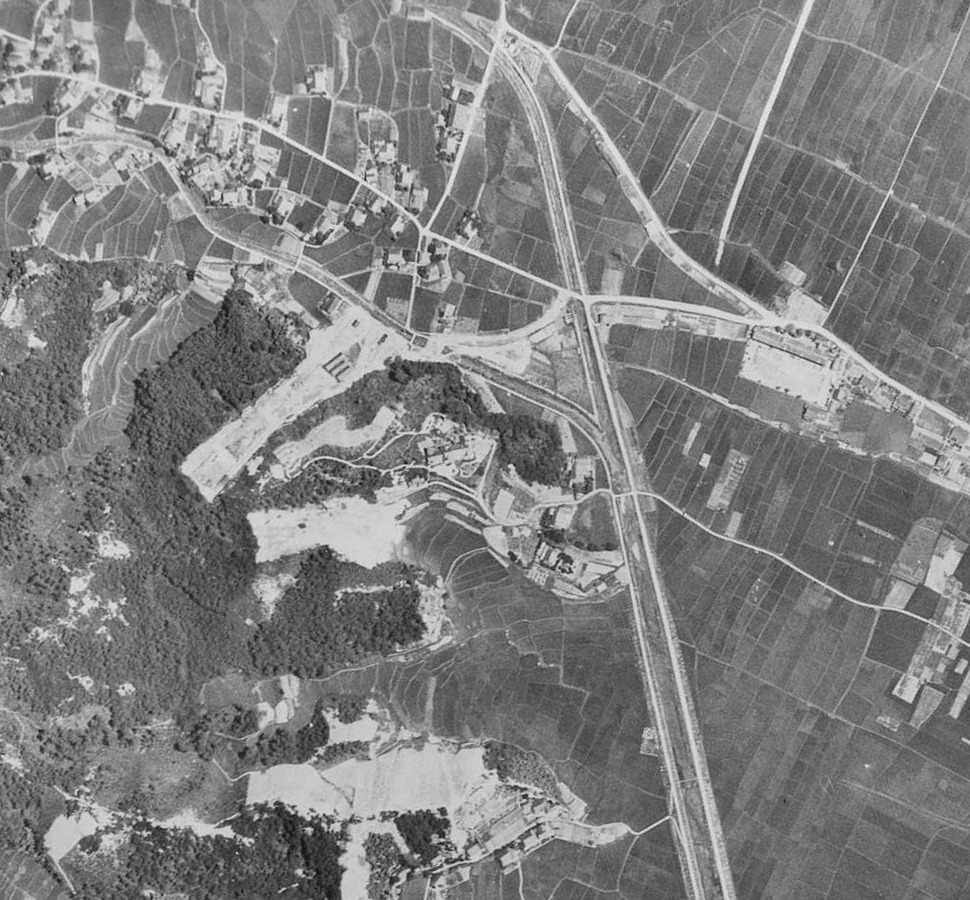
1945年7月25日米軍撮影、つまり被爆直前の長束修練院。当時周辺は田畑が広がっていた。

太平洋戦争中、連合国出身者は敵性外国人として抑留された。ただ外国人でも同盟国のドイツ人や中立国のスペイン人あるいは白系ロシア人などは免れていた。
イエズス会としては、1945年1月他の都市は空襲による被害がある中で広島だけそれがないことから、東京のイエズス会神学部・哲学院が長束修練院に疎開していた。同年8月1日、長束修練院から一部の神父が帝釈峡へ隔離されている。そして同年8月6日被爆することになる。以下その時点で長束にいたと判っている神父・修道士のうち外国人のみ列挙する。
- 院長・修練長
  - ペドロ・アルペ : スペイン[8]
- 副院長
  - パウロ・ネーベル(Paul Nebel) : ドイツ領（現フランス、のち帰化し日本名岡崎裕次郎）[8]
- 司祭
  - ヨハネス・ジーメス : ドイツ[8]
  - フリードリヒ・タッペ(Friedrich Tappe) : ドイツ[8]
  - ラウレンツ・クリヤー(Laurenz Kruer) : ドイツ[8]
  - ハンス・シュトルテ(Johannes Stolte) : ドイツ[8]
  - ロレンツ・ラウレス(Lorenz Laures) : ドイツ[8]
  - ヘルムート・エルリンハーゲン(Helmut Erlinghagen) : ドイツ[8]
  - クラウス・ルーメル : ドイツ[8]（東京の神学部にいて東京大空襲で聖テレジア教会が焼失したのを機に繰り上げ叙階で司祭となり、そして大戦末期に広島に疎開したという[9]）
- 修道士
  - 陳ソンマン(日本姓陳原) : 朝鮮（韓国で死去）[8]
  - 金太寛(日本姓金城) : 朝鮮（韓国で死去）[8]

イエズス会としては更に、幟町教会にラッサール、クラインゾルゲ、チースリク、シッファーの神父4人、楠木町の援助修道会三篠修道院にコップ神父がおり、あわせて外国人16人が被爆したことになる。
午前8時15分、被爆。爆弾による閃光から10秒ほど遅れて爆風が到達した。爆心に近い方である南側窓ガラスは爆風により割れ窓枠も破損し、ドアはへし折られ、礼拝堂南側の柱が3本ほど折れ、天井は凹み、張られたタイルは吹き飛んだが、倒壊を免れた。周辺の山では熱風により山火事が発生したが、ここでは火災は発生しなかった。中にいた人間は割れた窓ガラスなどで怪我をしたが軽症で、重症を負ったものはおらず無事であった。
1時間後には市街で被爆した被爆者がここまで避難してきて、同日午前9時半には数千人規模にまで増えた。アルペ院長はマドリード・コンプルテンセ大学で医学（外科）を学んでいたこともあり、修練院を救助所として用い被爆者を受け入れることを決めた。院を掃除し物資を調達し、そして他の神父と共に重症の被爆者を板で作った担架やリヤカーで運び入れ手当てした。その様子は他の日本人に目撃されており、その例として原爆の絵が残されている（右絵）。また井伏鱒二『黒い雨』にも描かれており「山本駅の北側にあるカトリック教会」とはここであるとされる。
三篠修道院は被爆により壊滅したためコップと修道女たちは避難し、同日正午ごろ長束に到着し医療活動に従事した。
同日午後4時頃、幟町教会の神父らが“ASANO PARK”（縮景園）へ避難し重症を負っていることを知る。救出に向かうことになったものの、当初は外国人であることから奇異あるいは憎悪の目で見られると市街に入るのをためらうものもおり、実際救助中に偶然出くわした日本人将校から落下傘で降りてきたアメリカ兵と誤認されて斬りかかれ、ラウレスが将校にしがみついて必死にドイツ人だと釈明したという。暗闇の中で運び込み、翌8月7日朝5時に長束に到着した。
8月7日はイエズス会再建記念日であった。その朝のミサは、聖堂の畳の上に負傷者を寝かせたまま行われたが、感動的なものであったという。同日以降も、縮景園に残っていたクラインゾルゲらを始めとする多くの被爆者を救助した。負傷者は周辺の農家にも横たわっており、それもアルペが回診している。
その後、広島警察が軍部の騒乱を恐れて神父たちに移動指示を出したため、一時的に避難し8月20日前後には帝釈峡にいた。
救護活動は翌1946年春まで続けられた。救護人数は約100人とも150人以上ともいわれる。ジーメスは手記の中に、長年の布教活動よりもこの被爆後の救護活動によって周りの人々からのキリスト教に対する好意が得られるようになった、と記している。長束修練院自体は同年夏までに建物修築を完了している。

### その後
昭和時代におけるイエズス会日本人会員の初期養成はほぼすべてここで行なわれていた。職務についていた神父の一人に結城了悟がいる。
2005年、修練院の機能をより充実させるため東京都練馬区上石神井に移されて、ここは修道院となった。
東日本大震災以降の耐震調査で、新館を中心に大規模な耐震補強が必要と判明した。またイエズス会日本管区においては神父や修道士が減少しており、関連する教会・学校含めて人員の見直しが図られるようになった。そのため2025年3月末で長束修道院はいったん閉鎖することになった。
建物自体が貴重であることから、イエズス会日本管区本部や日本の神父たちでプロジェクトチームを発足、今後の活用について検討しているという。

## 構造

### 建物

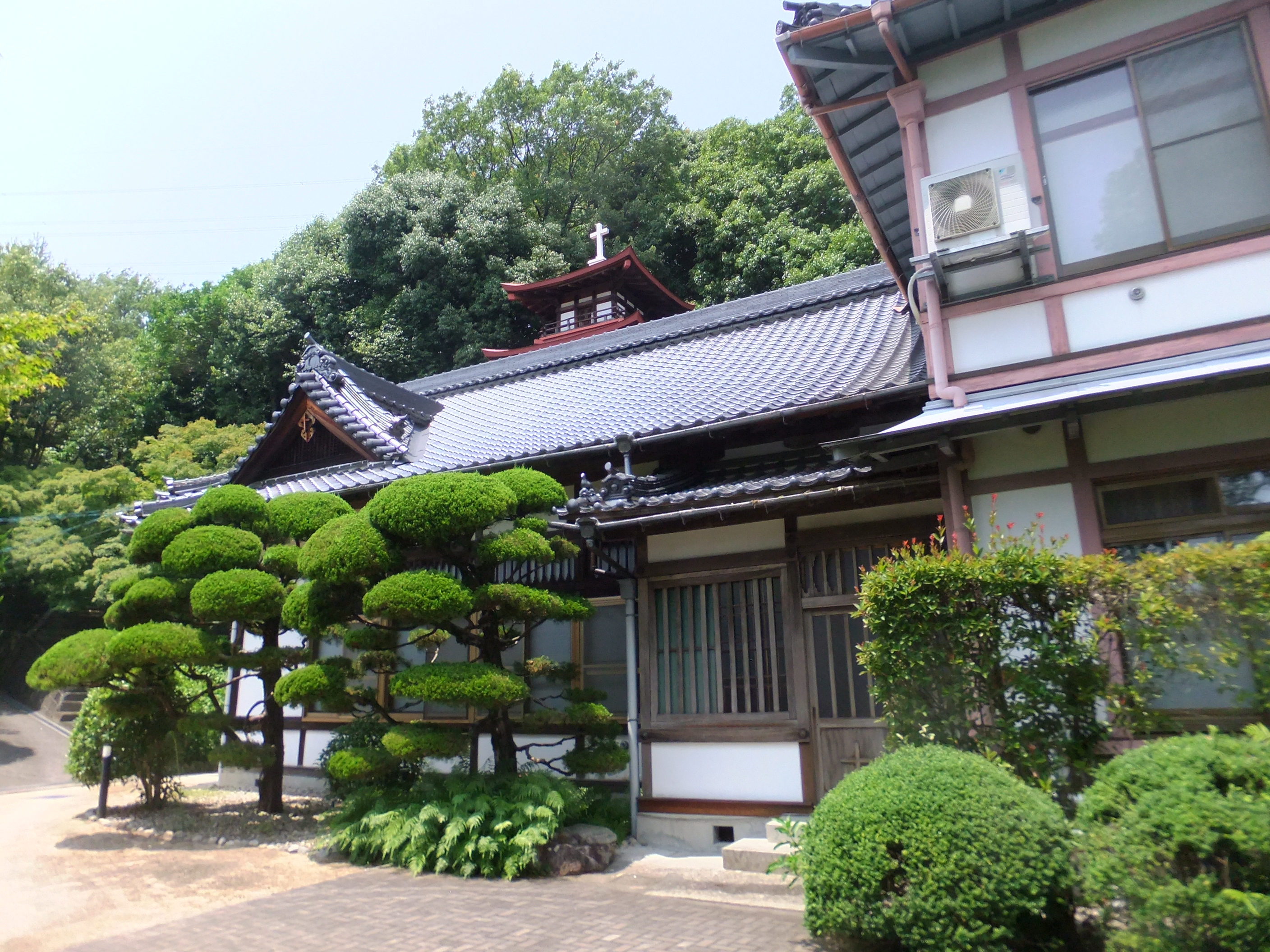
本館礼拝堂

主要施設は木造三階建て、新館のみ鉄筋コンクリート構造。3つの棟からなり、うち本館礼拝堂が初期からあり戦後補修され、1960年ごろから宿泊施設など残り2棟が整備された。設計者は教会建築家のイグナチオ・グロッパー修道士と言われている。
昭和初期に建てられたキリスト教関連施設でありながら洋風建築ではなく、漆喰・瓦葺き・畳敷きの和風建築が採用されている。これは建設当時大東亜戦争が始まり戦時色が強くなった時代背景の中で、当地が熱心な浄土真宗信仰（安芸門徒）地であることから、周辺に配慮し和風にしたとされている。また戦前からある本館礼拝堂および三重塔は、1945年広島市への原子爆弾投下の際に倒壊から免れた被爆建物でもある。当時の神父たちの手記によると、グロッパーが日本の地震を過大に考え当時の一般的な日本家屋より頑丈な骨組みで設計したため倒壊しなかった、という。ただドイツ人のグロッパーが和風建築手法を知っていたか疑問が持たれており、グロッパーが設計したのは基本構造のみで他は日本人大工に任せていたと推定されている。
建築様式としては近代和風建築に分類される。懸魚・舟肘木や仏塔っぽい鐘楼といった和風様式に十字架が付いている。3つの聖堂・3つの集会室・24の個室からなる。聖堂は書院風で床の間まである一方で、天井は高く個室はイスやベットでの生活を前提とした作りになっている。竣工当時は、北側にパン焼き小屋や、ワイン庫も備えていた。建物の裏手には、庭園と墓地がある。庭内には、2003年に作られたペドロ・アルペ元イエズス会総長の胸像がある。

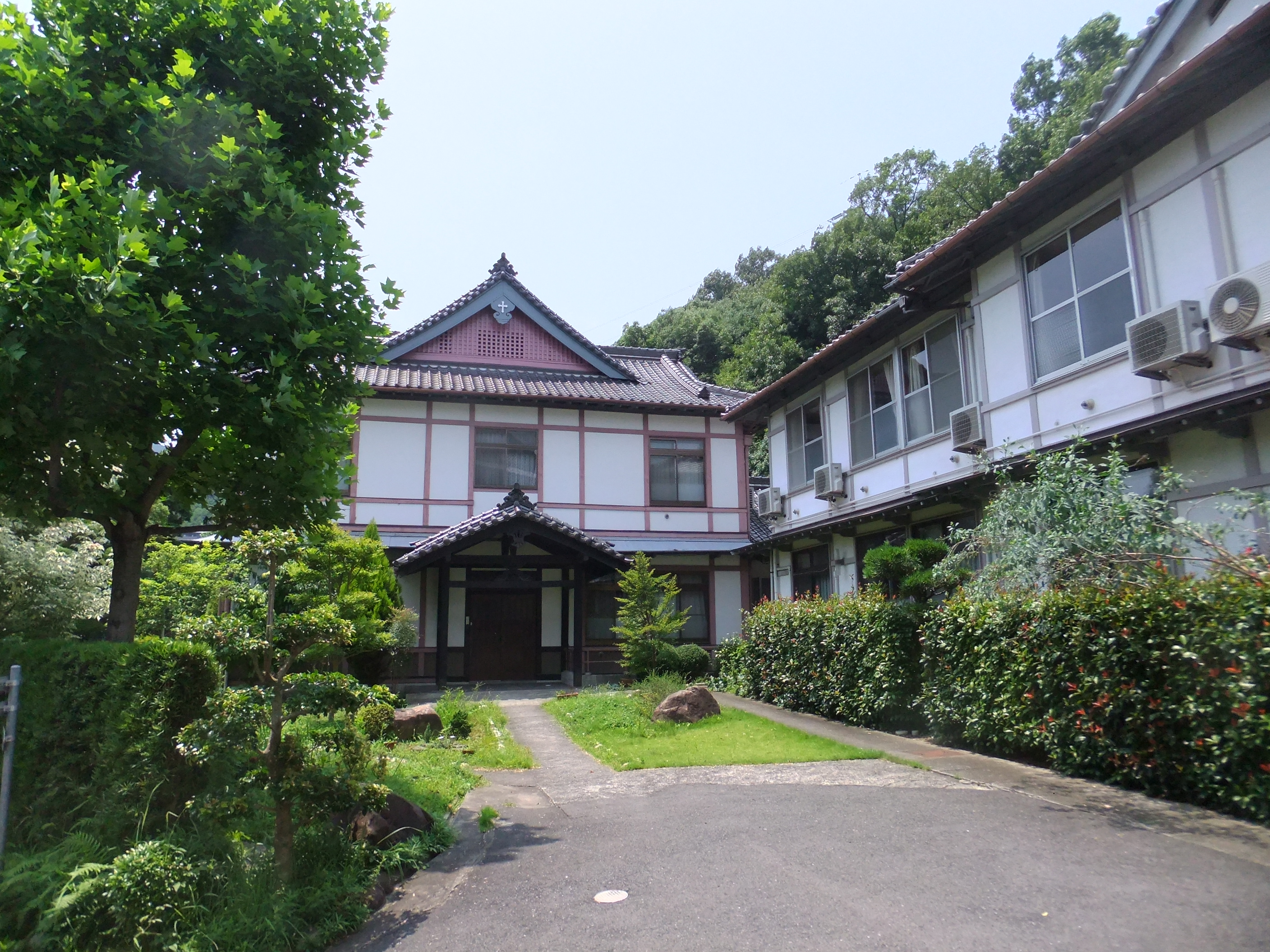
本館と木村館（右側）
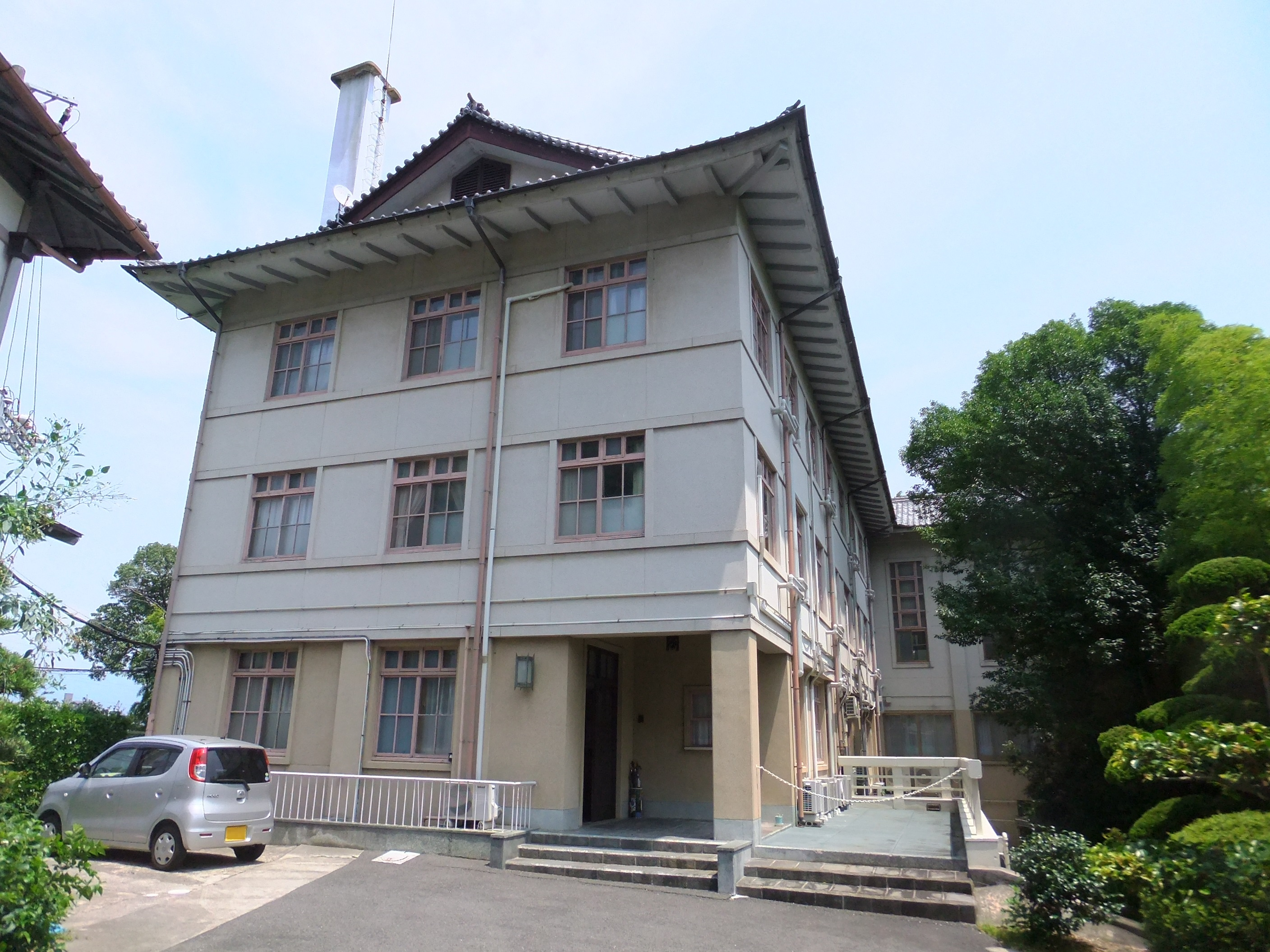
新館

### 遺跡
当地は小高い丘の上にあり、同敷地内には師イエズス修道女会広島修道院がある。
それら修道院の北側には長束修練院裏遺跡と呼ばれる遺跡包含地があり、弥生土器が発見されている。

## 交通
- JR可部線
  - 安芸長束駅下車、徒歩約15分
  - 下祇園駅下車、徒歩約25分
- 広島交通バス
  - 広島駅あるいは横川駅から「春日野・山本・広島経済大学線」乗車、「山本小学校前」バス停下車、徒歩約10分

## 参考資料
- 被爆建造物調査研究会『被爆50周年 ヒロシマの被爆建造物は語る-未来への記録』広島平和記念資料館、1996年。
- 広島市『広島原爆戦災誌』（PDF）（改良版）、2005年（原著1971年）。2019年12月29日閲覧。
- 公式ホームページ